# Braidwood (Illinois)
Braidwood – miasto w Stanach Zjednoczonych, w stanie Illinois, w hrabstwie Will.